# Reinhard Scherm
Reinhard Hanns Scherm (* 25. August 1937) ist ein deutscher Experimentalphysiker, der sich mit Neutronenstreuung und Tieftemperaturphysik beschäftigt hat.
Scherm studierte Physik an der TU München und promovierte 1968 an der RWTH Aachen über Neutronenstreuung. Scherm wurde bekannt für Untersuchungen am Institut Laue-Langevin (ILL) in Grenoble von dynamischen Eigenschaften von flüssigem Helium 3 (einer Fermiflüssigkeit) mit Neutronenstreuung. Später war er Direktor am ILL. 1997 wurde er Leiter des Fachbereichs „Physikalische Grundlagen“ an der Physikalisch-Technischen Bundesanstalt (PTB), der er bereits vor seiner Tätigkeit beim ILL angehört hatte.
1997 erhielt er den Gentner-Kastler-Preis.

## Schriften
- R. Scherm, K. Guckelsberger, B. Fak, K. Sköld, A. J. Dianoux, H. Godfrin, W. G. Stirling: Pressure dependence of elementary excitations in normal liquid helium-3, in: Physical Review Letters, 59, Nr. 2, 1987, S. 217–220
- Dirk Dubbers, Reinhard Scherm: Neutronen-Forschung am Institut Laue-Langevin: Neutronen-Quelle und Experimente, Physik in unserer Zeit, 2003, Heft 3